# Klaus Pipke
Klaus Pipke (* 31. August 1964 in Troisdorf) ist ein deutscher Kommunalpolitiker (CDU) und war von September 2004 bis Oktober 2020 Bürgermeister der Stadt Hennef (Sieg).

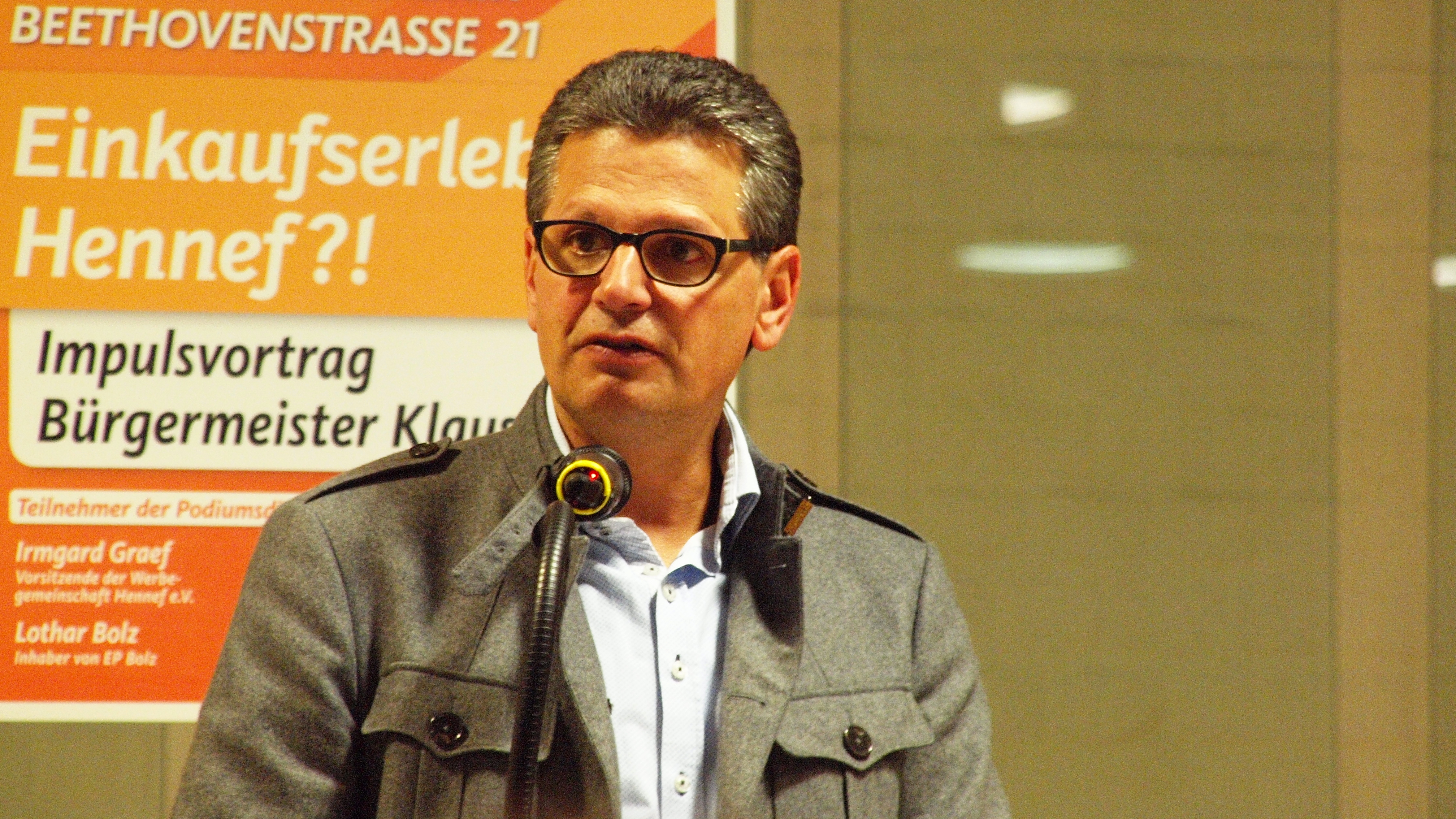
Klaus Pipke (2015)

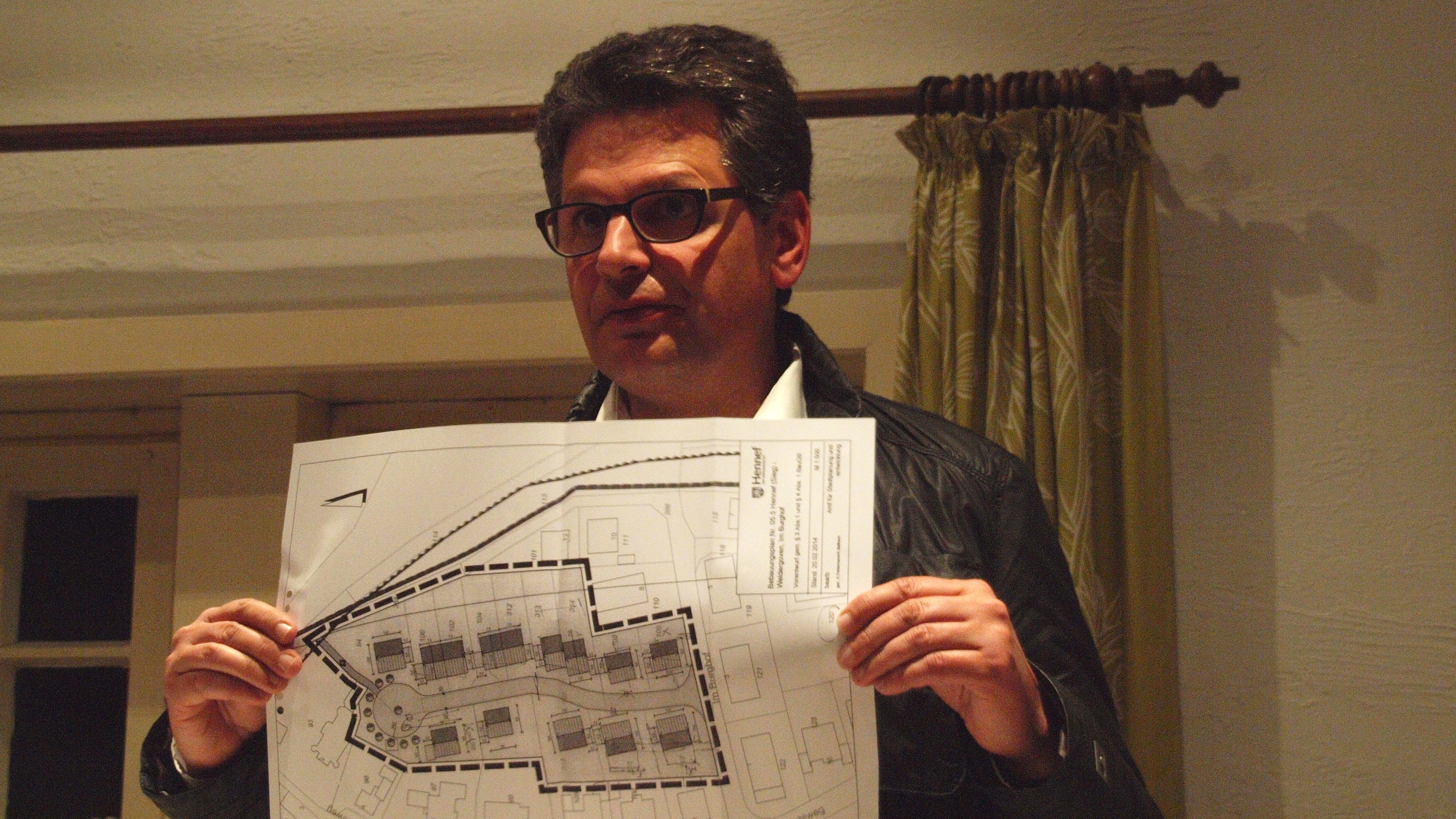
Klaus Pipke, (2014)

## Leben

### Jugend und Ausbildung
Pipke wuchs in Allner – seit 1969 ein Stadtteil von Hennef – auf. Er besuchte die heutige Regenbogenschule in Hennef Nord-Ost. Nach zweijährigem Besuch der Hauptschule Hennef wechselte er auf die Realschule Siegburg. Anschließend machte er sein Abitur am Gymnasium Hennef.
Nach seiner Wehrdienstzeit in Koblenz begann Pipke 1985 ein Studium der Rechtswissenschaften an der Rheinischen Friedrich-Wilhelms-Universität Bonn. 1990 legte er sein Erstes Staatsexamen und nach seiner Referendarzeit 1994 das Zweite Juristische Staatsexamen ab.

### Beruflicher Werdegang
1993 bis 1995 war Pipke wissenschaftlicher Mitarbeiter der CDU-Landtagsfraktion in Düsseldorf. 1995 wurde er persönlicher Referent des Bürgermeisters von Siegburg. Von 1999 bis 2000 war Pipke Dezernent für Allgemeine Verwaltung und Finanzen bei der Stadt Siegburg, von 2000 bis 2004 war er dort Beigeordneter.

## Politik

### Politische Mandate, Ämter und Funktionen
1989 wurde Pipke Mitglied des Rates der Stadt Hennef. Von 1994 bis 2005 war er Vorsitzender des CDU-Stadtverbandes Hennef und von 1999 bis 2004 ebenfalls Fraktionsvorsitzender der CDU im Rat der Stadt Hennef.
Von 1998 bis 2014 war Pipke Mitglied im Vorstand des CDU-Kreisverbandes Rhein-Sieg und bekleidete dort unter anderem das Amt des Kreisschatzmeisters.

### Bürgermeister der Stadt Hennef
Am 26. September 2004 wurde Klaus Pipke mit 54,1 % der Stimmen im ersten Wahlgang zum Bürgermeister der Stadt Hennef gewählt. Am 31. August 2009 wurde er mit 64,7 % der abgegebenen Stimmen im Amt bestätigt, 2014 waren es 53,1 %. Bei der Bürgermeisterwahl am 13. September 2020 erhielt Pipke 45,68 % der Stimmen und musste sich somit dem zweitplatzierten Mario Dahm von der SPD, der 37,19 % erhielt, in einer Stichwahl stellen. Diese verlor er am 27. September mit 41,33 % gegen Dahm, der 58,67 % holte. Seine Amtszeit endete am 31. Oktober 2020.

## Engagement in Gremien und Vereinen
Pipke engagiert sich – auch aufgrund seines Amtes als Bürgermeister – als Mitglied in diversen Aufsichtsräten und anderen Kontrollgremien und in Organen von verselbständigten Aufgabenbereichen in öffentlich-rechtlicher oder privatrechtlicher Form.
Pipke ist außerdem Mitglied in zahlreichen Vereinen und nimmt in einigen davon ehrenamtlich wichtige Funktionen wahr, unter anderem beim Deutschen Roten Kreuz, in zahlreichen Hennefer Karnevalsgesellschaften, Heimat- und Schützenvereinen sowie Männergesangsvereinen und als Mitglied mehrerer örtlicher Sportvereine.

## Coronaimpfung
Klaus Pipke wurde als Präsident des Kreisverbands Rhein-Sieg des Deutschen Roten Kreuzes im Januar 2021 gegen Covid-19 geimpft, nachdem bei einer Impfaktion in einem Hennefer Seniorenheim Impfdosen übriggeblieben waren. Dies wurde vielfach kritisiert, da zu diesem Zeitpunkt in Nordrhein-Westfalen nur in Pflegeheimen und Krankenhäusern geimpft wurde.
Zudem erstattete ein Hennefer Strafanzeige wegen unterlassener Hilfeleistung gegen Pipke sowie seinen Nachfolger als Bürgermeister Mario Dahm, der ebenfalls am gleichen Tag geimpft worden war.